# Хуажуй
Хуажуй (кит. 花蕊, пиньинь Huāruǐ, палл. Хуажуй, буквально: «венчик цветка», 940—976) — псевдоним китайской поэтессы эпохи Поздняя Шу и династии Тан. Уроженка Сычуани. Происходит из семьи Сюй, имя неизвестно

## Биография
О семье известно мало. Родилась в 940 году в царстве Поздняя Шу, в уезде Цинчэн (сейчас эти земли находятся на территории городского уезда Дуцзянъянь города субпровинциального значения Чэнду). Происходила из семьи Сюй. Смолоду попала ко двору и в гарем владыки царства Мэн Чана и вскоре стала его любимой наложницей под именем госпожи Хуажуй (кит. 花蕊夫人). Поскольку правитель уделял больше внимания вину и женщинам, государственные дела пришли в упадок. Поэтому в 965 году войска империи Сун легко захватили царство Поздняя Шу, и Хуажуй попала в плен. Позже она была представлена императору Тай-цзу, которому понравились её стихи. Умерла в 976 году, по одной из версий — убитая на охоте, по другой — «удостоенная императорской милости» покончить с собой.

## Поэзия
Писала свои стихи в жанре гунцзи (дворцовая поэзия); их темы — цветы, птицы, дворцовое окружение, жизнь в гареме. Также есть произведения, посвящённые падению царства Поздняя Шу. Всего в поэтическом наследии Хуажуй более 100 стихов, некоторые из них вошли в полное собрание стихотворений танской эпохи «Цюань Танши».